# Tatiana (cantante)
Tatiana Palacios Chapa (Filadelfia, Pensilvania, 12 de diciembre de 1968), conocida como Tatiana, es una actriz, cantante y presentadora de televisión mexicana. Ha sido nominada cinco veces a los premios Grammy Latinos en la categoría de mejor álbum de Música Latina para niños.

## Primeros años
Tatiana Palacios Chapa nació el 12 de diciembre de 1968 en Filadelfia, Pensilvania, siendo hija de José Ramón Palacios Ortega, y de la presentadora de televisión Diana Perla Chapa de Palacios. Su nacimiento ocurrió mientras su padre asistía a la Universidad de Pensilvania, pero una vez concluidos sus estudios en Estados Unidos y una vez graduado como Doctor, la familia regresó a México y se asentaron en Monterrey, donde fue criada.

## Carrera

### 1983-1995: trabajos iniciales como cantante
Inició su carrera en 1983, a los 15 años de edad, ganando diversos concursos de talento locales y regionales. En 1984, ganó el certamen «El rostro», organizado por el periódico El Heraldo de México, y el mismo año participó en la ópera rock Kumán, de la que se desprendió un álbum, titulado homónimamente al nombre de la ópera. Este lo grabó con el grupo de rock Cristal y Acero, conformado por Icar Smith, el bajista Carlos Ortega, y el baterista Samuel Shapiro. Adicionalmente, también lanzó Tatiana, su primer disco . En 1985, intervino en su primera película, titulada Un sábado más. En 1986, grabó y lanzó su segundo álbum, titulado Chicas De Hoy. En 1987, estreno su tercer álbum titulado Baila conmigo.
En 1988, lanzó su cuarto álbum, Un lobo en la noche, y el mismo año, apareció en la película española Suéltate el pelo, cuyos protagonistas principales fueron los miembros del grupo musical español Hombres G. Un año después, presentó su quinto disco, titulado No Vuelvas a Besarme.

### 1995-presente: animadora infantil
En 1995, Tatiana empezó su etapa infantil. Dos años después, realizó el doblaje latinoamericano del personaje de Megara, en la película animada de Hércules (1997), producida por Disney. Adicionalmente, en ese año comenzó a presentar su propio programa de televisión, titulado  El Espacio de Tatiana, cuya producción concluyó en 2001.

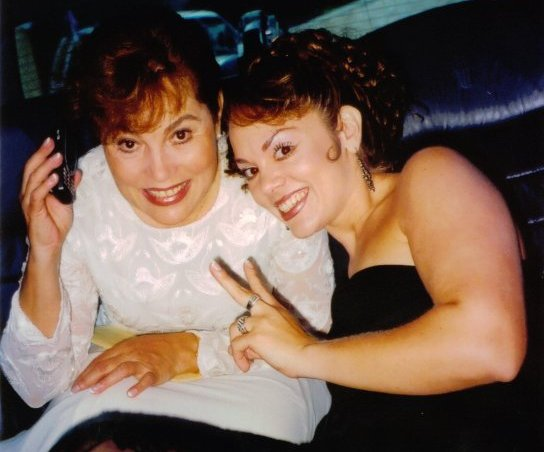
Retratada junto a su madre (izquierda) en 2003.

En 2004, participó en la telenovela infantil Amy, la niña de la mochila azul, en la que interpretó a una sirena de nombre Coral. En 2010, presto su voz para doblar al español latinoamericano al personaje de Shelly, en la cinta animada Sammy en el pasaje secreto.
En marzo de 2012, regresó a la televisión con El show de Tatiana, transmitido por TV Azteca. 
En 2021, regresó a Televisa para participar en el programa de televisión ¿Quién es la máscara?. En 2022, fungió como presentadora del reality show de cocina MasterChef México, y en diciembre del mismo año, lanzó su sencillo «No me quiero bañar», que logró obtener un disco de platino en México otorgado por la Asociación Mexicana de Productores de Fonogramas y Videogramas.

## Discografía

### Álbumes pop
- 1984: Tatiana
- 1985: Chicas de hoy
- 1987: Baila conmigo
- 1988: Un lobo en la noche
- 1989: Las cosas que he visto
- 1990: Vientos en libertad
- 1992: Leyes del corazón
- 1994: Un alma desnuda
- 2005: Acústico
- 2014: Reencuentro conmigo

### Álbumes infantiles
- 1995: ¡Brinca!
- 1996: ¡Brinca! II
- 1996: Navidad con Tatiana
- 1997: Sigue la magia
- 1997: Navidad mágica/Feliz Navidad
- 1998: Superfantástico
- 2000: ¡Vamos a jugar!
- 2000: Acapulco rock
- 2002: Los mejores temas de las películas de Walt Disney Vol. 1
- 2003: El regalo
- 2003: Los mejores temas de las películas de Walt Disney Vol. 2
- 2005: El regalo 2
- 2006: Aventuras en Tatilandia
- 2007: Espapirifáctico
- 2009: Te quiero
- 2011: El mundo de Tatiana
- 2015: Salta sin parar
- 2020: ¡Llegó la Navidad![6]

## Filmografía

### Cine
| Año  | Título                            | Papel                 |
| ---- | --------------------------------- | --------------------- |
| 1988 | Un sábado más                     | Tania                 |
| 1988 | Suéltate el pelo                  | Tatiana               |
| 1991 | Vacaciones de terror 2            | Mayra Mondragón       |
| 1991 | Pesadilla fatal                   | Marisol               |
| 1993 | Las mil y una aventuras del metro | Personaje desconocido |

### Doblaje
| Año de trabajo | Título                              | Papel         | Actriz doblada  | Notas            |
| -------------- | ----------------------------------- | ------------- | --------------- | ---------------- |
| 1997           | Hércules                            | Megara        | Susan Egan      | Película animada |
| 2010           | A Turtle's Tale: Sammy's Adventures | Shelly        | Gemma Arterton  | Película animada |
| 2018           | Night School                        | Carrie Carter | Tiffany Haddish |                  |

### Televisión
| Año       | Título                          | Papel                  | Notas                        |
| --------- | ------------------------------- | ---------------------- | ---------------------------- |
| 1993      | Valentina                       | Leonor Vega            |                              |
| 1997–2001 | El espacio de Tatiana           | Ella misma             | Presentadora                 |
| 1999      | Derbez en cuando                | Actriz de telenovela   | Episodio: «Los Rolling Gags» |
| 2004      | Amy, la niña de la mochila azul | Coral / Marina Arteaga |                              |
| 2007      | Vacaciones navideñas            | Personaje desconocido  | Telefilme                    |
| 2009–2010 | Mar de amor                     | Isolda                 |                              |
| 2012      | El show de Tatiana              | Ella misma             | Presentadora                 |
| 2021      | ¿Quién es la máscara?           | Carnívora              | Concursante                  |
| 2022      | MasterChef Junior México        | Ella misma             | Presentadora                 |
| 2022      | MasterChef Celebrity México     | Ella misma             | Presentadora                 |